# Corsica (film, 1991)
Pour les articles homonymes, voir Corsica.
Pour plus de détails, voir Fiche technique et Distribution.
Corsica est un film historique italien en cinq sketches sortie en 1991. Les sketches, indépendant les uns des autres, ont pour thème général les mouvements nationalistes corses.

## Synopsis
Stonde, Stonde, le ortiche di Seneca
Selon une légende, le philosophe Sénèque fut exilé en Corse et, en raison de son mode de vie, fouetté avec une ortie particulière qui pousse sur l'île. L'exil est lié au présent, pour entrer dans la situation politique complexe du moment. 
Per sbaglio
Un touriste italien rencontre une jeune femme qui se bat pour l'indépendance de la Corse. Il essaie d'en comprendre les raisons, et ce faisant tombe amoureuse d'elle. 
Evviva la nazione
Un jeune nationaliste tente une révolte en Corse et entre en conflit avec sa sœur, une architecte, plus intégrée dans la société française. 
Lo schiaffo
Lors de la révolution en Corse menée par Pasquale Paoli, en 1760, le comte Giuseppe Gentili est provoqué par un berger qui trouve injuste de dire du mal des dirigeants de l'île et gifle le noble. Gentili réagit et le vainc avec son épée. Mais la justice, administrée par les Génois, le prive de tous ses biens et le contraint à l'exil. 
La Polveriera
Le soir du Nouvel An 1983, le gouvernement français a tenté de réprimer une rébellion séparatiste qui a éclaté en Corse.

## Fiche technique
Sauf indication contraire, les informations mentionnées dans cette section peuvent être confirmées par la base de données cinématographiques IMDb,  présente dans la section « Liens externes ».
- Titre original : Corsica
- Réalisateur : Nico Cirasola (ep. Stonde, Stonde, le ortiche di Seneca), Gianfrancesco Lazotti (ep. Per sbaglio), Giorgio Molteni (it) (ep. Evviva la nazione), Italo Spinelli (it) (ep. Lo schiaffo), Pasquale Squitieri (ep. La Polveriera)
- Scénario : Nico Cirasola, Tiziana Di Roma e Vito Riviello (ep. Stonde, Stonde, le ortiche di Seneca), Gianfrancesco Lazotti, Silvia Scola e Francesca Beccaria (ep. Per sbaglio), Giorgio Molteni (ep. Evviva la nazione), Italo Spinelli (ep. Lo schiaffo), Pasquale Squitieri, Zsuzsa Boszormenyl (ep. La Polveriera)
- Photographie : Emilio Dalla Chiesa (ep. Stonde, Stonde, le ortiche di Seneca), Claudio Meloni (ep. Per sbaglio), Giorgio Molteni (it) (ep. Evviva la nazione), Raffaele Mertes (it) (ep. Lo schiaffo), Maurizio Dell’Orco (ep. La Polveriera).
- Musique : Nino Lepore (it) (ep. Stonde, Stonde, le ortiche di Seneca), Adriano Tirelli (ep. Per sbaglio), Guido Zaccagnini (ep. Evviva la nazione), Luigi Ceccarelli (ep. Lo schiaffo), Lamberto Macchi (ep. La Polveriera).
- Sociétés de production : Rai 2, VIDI
- Pays de production :  Italie
- Format : Couleur
- Durée : 80 minutes (1 h 20)
- Genre : Historique
- Dates de sortie :
  - Italie : 8 octobre 1991

## Distribution
Stonde, Stonde, le ortiche di Seneca
- Totò Onnis
- Maria Cristina Mastrangeli
- Sabina Carturan

Per sbaglio
- Gianmarco Tognazzi : Carlo
- Géraldine Danon : Isabelle

Evviva la nazione
- Olivier Soupert : Pasquale
- Francesca Prandi

Lo schiaffo
- Carlo Cecchi
- Ivano Marescotti
- Francesco Origo
- Guy Cimino
- Jaques Filippi

La Polveriera
- Alain Orsoni

## Production
Le film a été co-produit par l'Istituto Luce. De nombreux équipements ont été importés d'Italie pour les besoins du tournage.